# Moledet

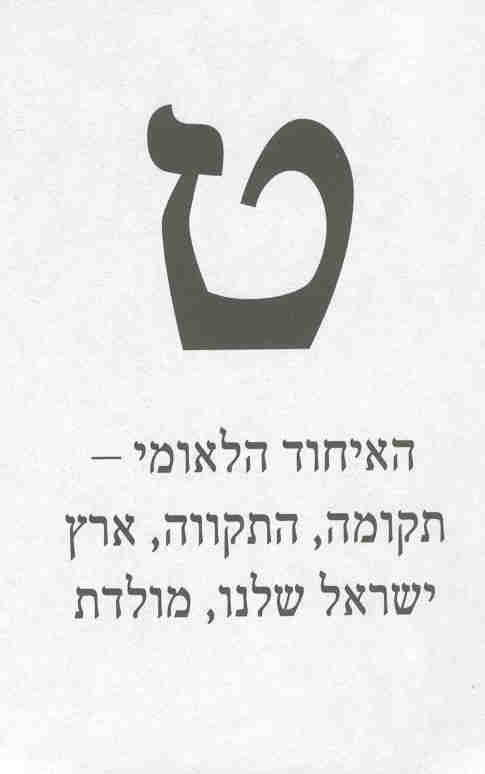
Logo de la Unión Nacional, coalición electoral de extrema derecha y ultranacionalista israelí

Moledet (en hebreo: מולדת, 'patria') fue un partido político de Israel de extrema derecha y de ideología sionista religiosa, que defendía la transferencia de población de los ciudadanos árabes habitantes de Cisjordania en la Palestina ocupada.

## Historia
El partido fue fundado en 1988 por el judío Rehavam Zeevi, quien lo dirigió hasta que fue asesinado en 2001 por miembros del Frente Popular para la Liberación de Palestina. Después el líder del partido fue el Rabino Beni Elón. En 1999 se alió con Herut - El Movimiento Nacional y con Tkuma para formar la Unión Nacional (en hebreo: איחוד לאומי) (transliterado: Ijud Leumí). Mientras que los otros partidos (Kach, Herut) habían defendido la transferencia de población, Moledet es el partido que más se asocia con este concepto en Israel, debido a la falta de cualquier otro elemento en su plataforma, y debido al éxito de Zeev en reunir a elementos opuestos (en particular, tanto seculares como religiosos), bajo la bandera de la transferencia. A diferencia de Kach y las ideas del Rabino Meir Kahane, Moledet sólo abogaba por la transferencia voluntaria. A lo largo de su existencia, Moledet fue un partido pequeño y nunca tuvo más de tres miembros en la Knéset (un parlamento con 120 escaños). En la XVII Knesset (2006-2009), el partido Moledet tenía 2 diputados miembros de la Knesset, Elon y el Profesor Aryeh Eldad. En las elecciones parlamentarias de Israel de 2006, Moledet tenía dos diputados, Elon y el profesor Aryeh Eldad. En sus inicios, Moledet se consideró u partido inadecuado para participar en una coalición de gobierno. Cuando las tensiones políticas en Israel empeoraron, posiblemente porque Moledet, entonces parte de la Unión Nacional, no estaba tan claramente asociado con la noción de transferencia voluntaria de población. Moledet finalmente se unió a la coalición en 2001. Zeev fue nombrado Ministro de Turismo hasta su asesinato en 2001, tras lo cual Elón lo reemplazó. Elón dimitió a mediados de 2004 debido a su oposición al Plan de retirada unilateral israelí de la Franja de Gaza, el Primer ministro Ariel Sharón. El 3 de noviembre de 2008, el partido anunció su fusión con la Unión Nacional, el Partido Nacional Religioso (Mafdal) y Tkuma para formar un nuevo partido de derecha política, que sería más tarde llamado La Casa Judía. Pero el nuevo partido excluyó los exmiembros de Moledet a la hora de elaborar la lista de los candidatos para las elecciones del 2009. Moledet después rechazó la fusión y reavivó la Unión Nacional. En las elecciones parlamentarias de Israel de 2009, la Unión ganó cuatro escaños, uno de los cuales fue para el candidato de Moledet Yaakov Katz.